# Jaume Vila i Fontcuberta
Jaume Vila i Fontcuberta (Barcelona, 14 de gener de 1949) és un arquitecte i polític català.

## Biografia
El 1977 es llicencià en arquitectura a l'Escola Tècnica Superior d'Arquitectura de Barcelona i es diplomà en administració de l'empresa per l'Escola d'Administració d'Empreses de Barcelona. Ha treballat en el camp de l'edificació i de l'urbanisme. En 1981 fou membre de la Comissió de Tecnologia i de l'Assemblea de residents de la delegació de Barcelona del COAC. El 1982 fou elegit membre de la Junta General del Col·legi d'Arquitectes de Catalunya.
Membre del consell nacional de Convergència Democràtica de Catalunya des de 1983, fou elegit diputat a les eleccions al Parlament de Catalunya de 1984. Fou secretari de la Comissió de Política Territorial del Parlament de Catalunya.
Ha estat coordinador de l'àrea d'Urbanisme de l'ajuntament de Torredembarra. El 2010 el grup municipal del PSC de Torredembarra denuncià al Tribunal de Comptes que ha estat pagant factures per 22.040 euros a un arquitecte sense tenir contracte vigent per a les obres del pàrquing de Filadors. En juliol de 2014 l'alcalde de Torredembarra fou empresonat temporalment sota l'acusació de corrupció en relació amb el ja anomenat cas Torredembarra i Jaume Vila i Fontcuberta en fou imputat.